# Доготар Олександр Миколайович
Доготар Олександр Миколайович. — (1.08.1924, с. Миндикауци Хотинського повіту, нині с. Олексіївка Сокирянський район Чернівецька область. — український педагог, громадський діяч. Почесний громадянин міста Чернівці.

## Біографія
Олександр Доготар народився 1 серпня 1924 року в селі Миндикауци Хотинського повіту Бессарабії, пепер с. Олексіївка Сокирянського району Чернівецької області Україна.Вчився в учительській семінарії у місті Ясси, Румунія. У 1940 році поступив у Чернівецьке педучилище. Брав участь у Німецько-радянській війні. Після поранення у 1942 році працював у Куп'янському районі Харківської області. У 1945 році поступив на фізико-математичний факультет Чернівецького державного університету.
Помер Олександр Миколайович Доготар 29 вересня 1994 року, похований на Центральному кладовищі м. Чернівці на Алеї почесних городян.

## Педагогічна робота
Працював у Новоселицькому районі Чернівецької області учителем у селі Балківці, заступником директора школи у селі Черлена, інспектором районного відділу освіти Новоселицького райвиконкому. З 1966 року — заступник директора і викладач математики Чернівецького педагогічного училища, звідки був направлений директором Чернівецької середньої школи № 6.

## Громадська діяльність
- Депутат Ленінської районної Ради депутатів трудящих міста Чернівці.
- Депутат Чернівецькоїміської Ради депутатів трудящих.
- Член науково-методичної ради Міністерства освіти УРСР.

## Відзнаки
- Медаль «За перемогу над Німеччиною у Великій Вітчизняній війні 1941—1945 рр.».
- Медаль  «Двадцять років перемоги у Великій Вітчизняній війні 1941—1945 рр.».
- Почесний громадянин міста Чернівці (20 вересня 1988 р.).
- Портрет О. М. Догатаря занесено на галерею у Чернівецькій ратуші «Почесні громадяни м. Чернівці». [Робота народного художника України Івана Холоменюка].